# CV-18
La CV-18 comunica la CS-22 a Castelló amb la N-340 al seu pas per Nules. Pertany a la Xarxa de Carreteres de la Generalitat Valenciana. El seu nom ve de la CV (que indica que és una carretera autonòmica del País Valencià) i el 18, és el nombre que rep aquesta carretera, segons l'ordre de nomenclatures de les carreteres del País Valencià.

## Història

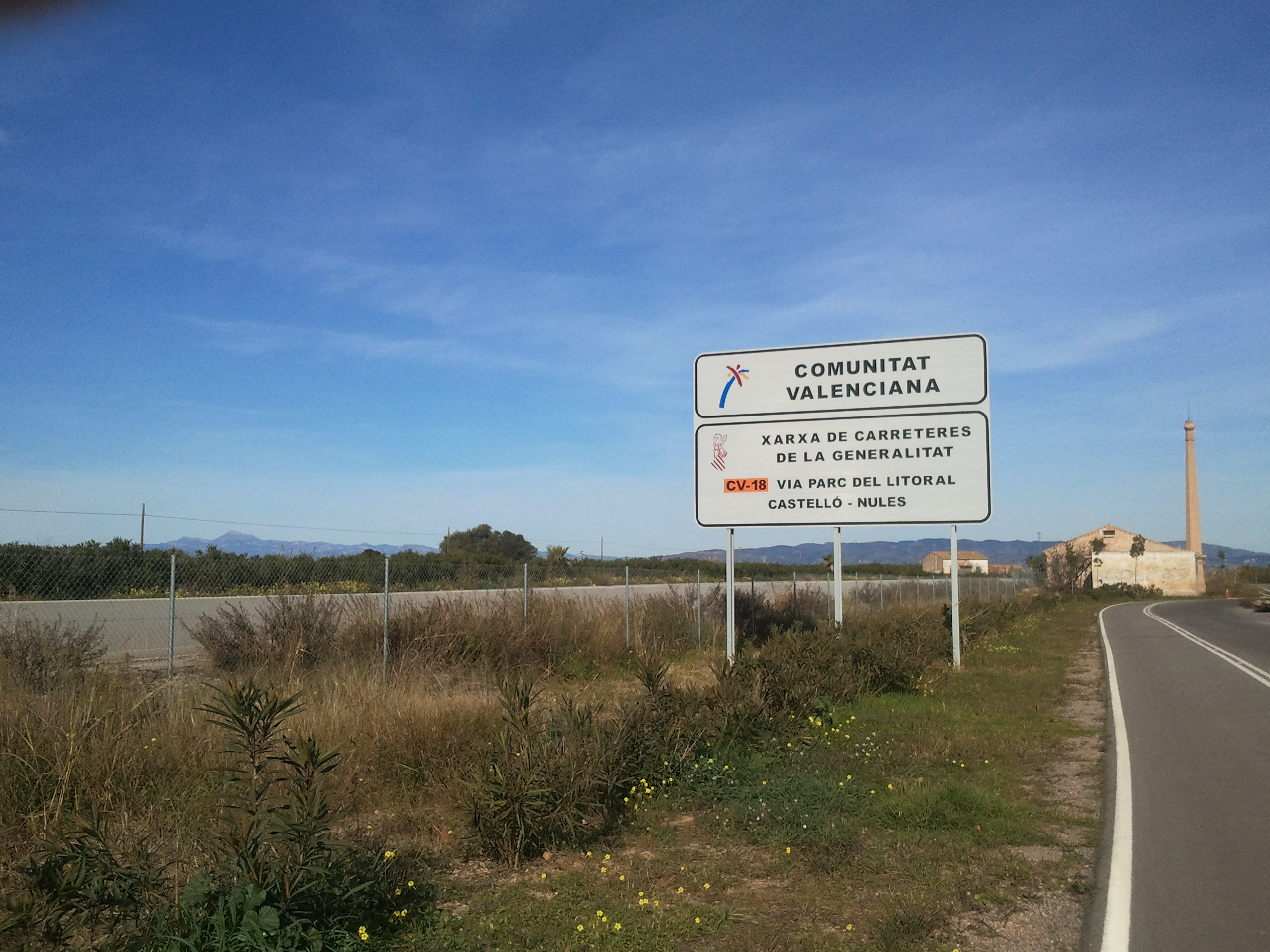
Via Parc Litoral

- Nom inicial de la carretera: C-236, com carretera comarcal.
- Nom que va rebre després de ser transferida a la Generalitat Valenciana: CV-236, com carretera valenciana de segon nivell.
- Última i actual nomenclatura: CV-18, amb denominació Castelló - Almenara.
- En 2007, va ser modificada la seua denominació. Va passar a dir-se Castelló - Nules, com a carretera autonòmica de primer nivell, també rep el nom de Via Parc Litoral.

A principis de 2006, va ser inaugurada la segona calçada en el tram de circumval·lació de Borriana i de connexió amb Nules.

## Traçat actual
La CV-18 comença en la redona amb la CS-22 Autovia del Port de Castelló de la Plana, molt pròxima a Almassora (ja que aquesta localitat i la capital disten de només 3 quilòmetres) encara que en el terme de Castelló. Just en el punt on circumval·la Almassora, la carretera passa a ser d'una sola calçada (actualment s'estan realitzant les obres de desdoblament) i contínua sentit sud fins a arribar a Borriana (antigament travessada per la carretera CV-18) a on la circumval·la. Quan comença aquest tram de circumval·lació, la carretera torna a fer-se doble, fins que arriba a Nules, on des d'una redona es pot accedir al municipi o circumval·lar-lo fins a arribar a la N-340. És en aquesta darrera carretera on posa fi la CV-18.

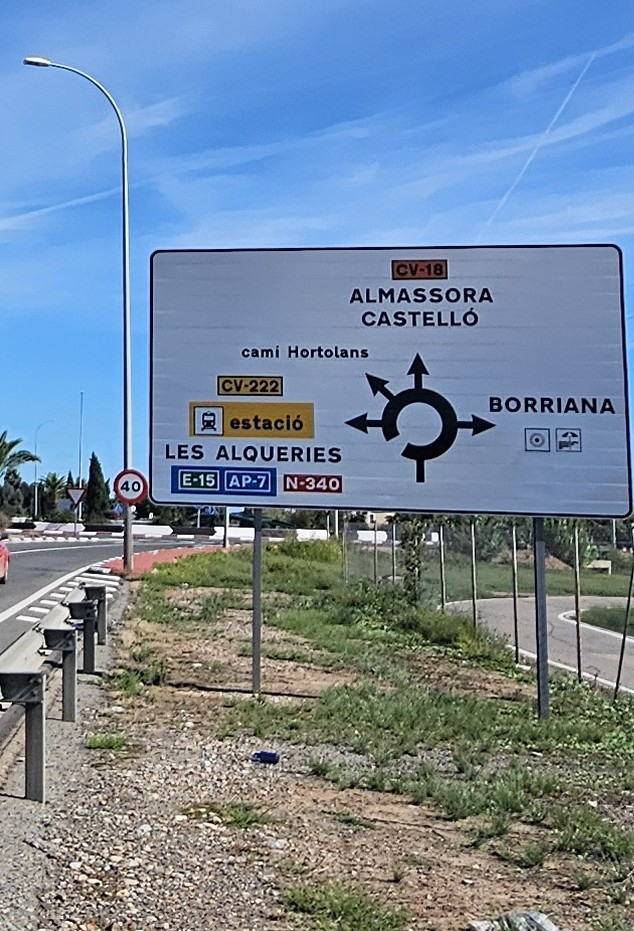
Senyal CV18

### Principals enllaços
- CS-22 Autovia del Port de Castelló
- Almassora
- CV-185 Vila-real
- CV-222 Les Alqueries
- Nules
- N-340
- CV-183 Almassora - Grau de Castelló. La CV-183 era, fins a la construcció de la CS-22, l'única entrada sud al Port de Castelló (després de la N-225), ja que permetia un accés recte i molt directe al Grau i a la zona portuària. Una vegada construïda la CS-22, aquesta via CV-183 es va quedar únicament d'unió local entre els dos municipis, va ser remodelada íntegrament (ampliant els carrils i vorals, així com les cunetes de la via, per a en un futur desdoblar-la) i van ser col·locats panells de prohibició de camions amb materials perillosos, ja que havien de circular per la nova autovia.

## Actuacions sobre la CV-18

### Actuacions realitzades
- A principis de 2006, va ser inaugurada la segona calçada en el tram: Circumval·lació de Borriana - Nules.
- Febrer de 2008, va ser col·locada la primera pedra del desdoblament de la CV-18 entre Almassora i Borriana.
- 13 de juliol de 2010, s'inauguren els 4 carrils de circulació de la via entre Almassora i Borriana.[5]